# 白体 (物理学)
白體，旧称绝对白体，是物理学上的一种理想概念，和黑体相反，是一種只向外辐射而不吸收能量的理想物體，這類理想物體有兩種，包括鏡體和白體，白體是指入射的辐射會成漫反射者。